# Hesari, Sorab
Hesari là một làng thuộc tehsil Sorab, huyện Shimoga, bang Karnataka, Ấn Độ.